# Шамаев, Юрий Матвеевич
Юрий Матвеевич Шамаев   (12 февраля 1922 — 1998) — специалист по методам автоматизированного проектирования элементов и устройств вычислительной техники, доктор технических наук, профессор, Заслуженный деятель науки и техники Российской Федерации.

## Биография
Юрий Матвеевич Шамаев родился 12 февраля 1922 году в городе Москве. 
В 1940 году, после окончания школы, поступил в Московский государственный университет, окончить который помешала Великая Отечественная война. В годы войны служил в железнодорожных войсках, после войны, в 1948 году успешно окончил Московский энергетический институт. Продолжил учебу в аспирантуре  МЭИ — на кафедре теоретических основ электротехники. В 1951 году защитил кандидатскую на тему: «Новые методы осциллографирования сверхвысоких частот», а в 1966 году — докторскую диссертацию.  Ю. М. Шамаев — воспитанник школы профессора К. М. Поливанова  (1904-1983) (заведующий кафедрой теоретических основ электротехники МЭИ), который в эти годы работал деканом факультета автоматики и вычислительной техники.
С 1961 по 1982 год Ю. М. Шамаев работал доцентом, профессором, заведующим кафедрой вычислительной техники. В 1965-1977 годах был деканом факультета автоматики и вычислительной техники, по его инициативе в МЭИ была создана кафедра прикладной математики, кафедра инженерной электрофизики.
Область научных интересов: элементы и устройства вычислительной техники, системы управления, радиоэлектроника, теория надежности, устойчивости элементов логических и запоминающих устройств, оптимизацией разработок и автоматизация проектирования электронных вычислительных средств. Ю. М. Шамаев выполнил математическое описание динамических характеристик магнитных сердечников, применяемых в ЭВМ, под его руководством было дано математическое описание ключевых режимов ЭВМ. В 1955 годах им было создано арифметическое устройство на принципах конвейерной обработки информации на магнито-диодных элементах, феррит-транзисторные и феррит-диодные переключатели для ЭВМ.
С 1958 по 1971 годах сотрудничал с НИИ автоматики, читал лекции в НИИ-885, в Московском институте радиотехники, электроники и автоматики (МИРЭА, ныне МИРЭА — Российский технологический университет), в Академии оборонной промышленности и др.  В 1961 году при МЭИ по инициативе Ю. М. Шамаева была создана лаборатория-филиал НИИавтоматики. В течение 10 лет лабораторией руководил Ю. М. Шамаев.
В разное время был членом экспертной комиссии ВАК, экспертом в Государственном комитете СССР по делам изобретений и открытий. В 1992 году был избран действительным академиком Международной академии информатизации.
Профессор Ю. М. Шамаев является автором около 300 научных работ, книг, изобретений, под его руководством было подготовлено и защищено 8 докторский (И. В. Огнев С. А. Пескова и др.) и около 80 кандидатских диссертаций.
Умер в 1998 году в Москве.

## Награды
- За большую и плодотворную деятельность Ю.М. Шамаев был награжден почетными знаками министерств и ведомств, а также медалями, в их числе медаль «За доблестный труд в Великой Отечественной войне 1941—1945 гг.» и серебряная медаль ВДНХ (за работы в области САПР), знак «Изобретатель СССР».
- За участие в подготовке специалистов для ГДР награжден почетным знаком «За заслуги в деле социалистического образования ГДР».

## Труды
- Новые методы осциллографирования сверхвысоких частот: Автореферат дис. на соискание ученой степени кандидата технических наук / Ю. М. Шамаев ; Моск. ордена Ленина энергет. ин-т им. В. М. Молотова. Москва, 1951.
- Работоспособность автоматов. М. МЭИ. 1976.
- Технология узлов и элементор ЭВА. М. МЭИ. 1975.